# Ononis mitissima
Ononis mitissima är en ärtväxtart som beskrevs av Carl von Linné. Enligt Catalogue of Life ingår Ononis mitissima i släktet puktörnen och familjen ärtväxter, men enligt Dyntaxa är tillhörigheten istället släktet puktörnen och familjen ärtväxter. Arten har ej påträffats i Sverige. Inga underarter finns listade i Catalogue of Life.